# Сэндвич с тостом
Сэндвич с тостом (англ. toast sandwich) — сэндвич из двух тонких ломтиков хлеба с начинкой из тоста, поджаренного с большим количеством масла и пряностями. В поваренной книге 1861 года рекомендовали приправлять блюдо солью, чёрным перцем и кумином.

## Рецепт викторианской эпохи
Рецепт сэндвичей с тостом включён в раздел о питании больных в книге Book of Household Management (с англ. — «Книга о ведении домашнего хозяйства») Изабеллы Битон. Чтобы сделать еду более привлекательной для больных с отсутствием аппетита, Битон предлагала разнообразить блюдо, добавив к тосту немного рваного мяса или тонкий ломтик мясного деликатеса.

## Резонанс в 2011 году
Почти через 150 лет после выхода книги миссис Битон, в ноябре 2011 года, Королевское химическое общество воспроизвело сэндвич с тостом и устроило дегустацию. В обществе подсчитали, что блюдо обходится лишь в 7,5 пенсов за порцию и потому актуально в условиях начавшейся великой рецессии. Сэндвич с тостом назвали «самым экономичным обедом в стране» и объявили награду в двести фунтов стерлингов тому, кто сможет предложить блюдо дешевле. Из-за переизбытка заявок конкурс был закрыт через 7 дней, а 200 фунтов выдали случайно выбранному участнику.

## Хестон Блюменталь

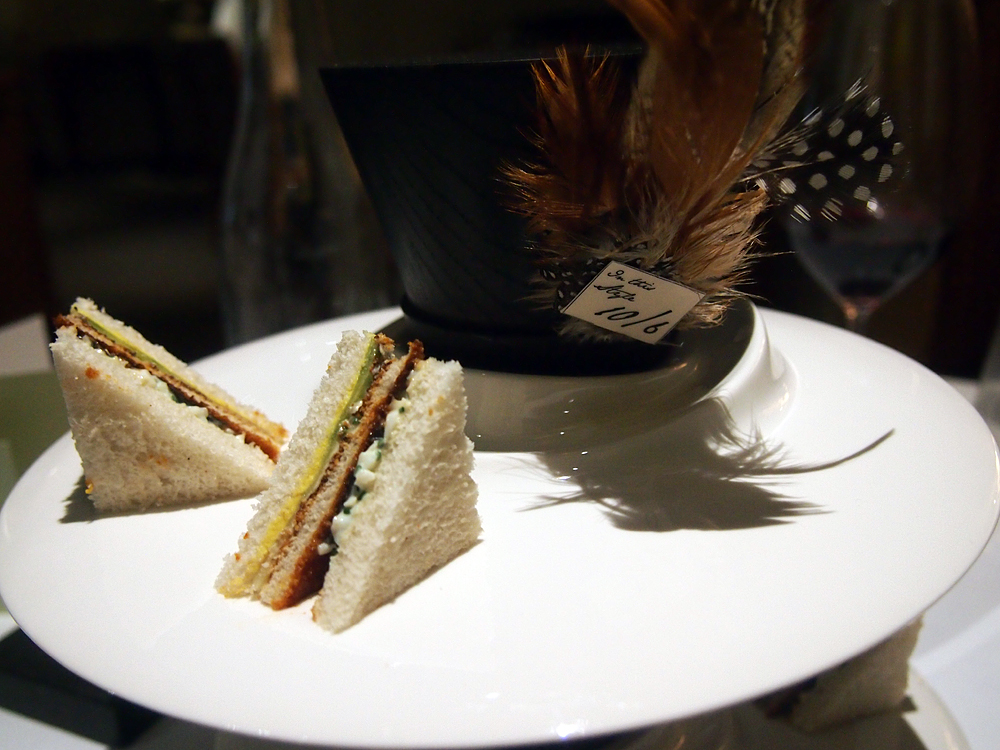
Сэндвич с тостом подают в качестве гарнира в ресторане Хестона Блюменталя The Fat Duck

В престижном ресторане Хестона Блюменталя The Fat Duck 12 сэндвичей с тостом подают на гарнир к главному блюду Mad Hatter’s Tea Party (circa 1892) (с англ. — «Чаепитие Безумного Шляпника (около 1892)»), вдохновлённому «Алисой в стране чудес». В состав сэндвича по рецепту Блюменталя входят салат с костным мозгом, яичный желток, горчица, соус гастрик, майонез и кетчуп.

## Освещение американскими СМИ
Майк Ваго из The A.V. Club описал блюдо как «экстравагантность пресности». В статье The Daily Meal «12 сэндвичей, которые меняют жизнь и о которых вы никогда не слышали», утверждается, что сэндвич с тостом «не так уж и хорош… К счастью, дадаисты после него больше не придумывали сэндвичей».
На ток-шоу NPR Wait Wait… Don’t Tell Me! с участием знаменитостей каждый участник попробовал сэндвич с тостом. Ведущий Питер Сэйгал отметил: «Это кулинарный эквивалент картины Ротко. Или сэндвич от Марселя Дюшана! Он ставит под вопрос сущность как сэндвича, так и языка!».